# ジャズランド・レコード
ジャズランド・レコード（Jazzland Records）
1. アメリカのジャズ・レコード・レーベル。本項で詳述。
2. ノルウェーのレコード・レーベル。1997年にブッゲ・ヴェッセルトフト（Bugge Wesseltoft）によって「ジャズの新しいコンセプト」の元に創設された、フューチャー・ジャズのレーベル。現在はユニバーサル ミュージック グループの一部にある。 公式サイト（外部リンク）

ジャズランド・レコード（Jazzland Records）は、1960年にオリン・キープニュースとビル・グラウアーによってリバーサイド・レコードの子会社として創設されたジャズ・レコード・レーベル。
現在はコンコード・ミュージック・グループのファンタジー・レコードの傘下にあり、同レーベルが形成したオリジナル・ジャズ・クラシックス（OJC）よりカタログがリイシューされていた。

## 沿革
- 1960年 オリン・キープニュースとビル・グラウアーによってリバーサイド・レコードの子会社として創設。
- 1963年 グラウアーの死去により親会社のリバーサイド・レコードとともに活動を停止。
- 1972年 ファンタジー・レコードに吸収される。
- 1983年 ファンタジーがオリジナル・ジャズ・クラシックスを発足、カタログをリイシューし始める。
- 2004年 親元のファンタジー・レコードがコンコード・レコードに買収され、ジャズランドはコンコード・ミュージック・グループの一部となる。